# Phyllonorycter ulmifoliella
Phyllonorycter ulmifoliella ist eine Miniermotte aus der Unterfamilie Lithocolletinae. Die Art wurde von dem Entomologen Jacob Hübner im Jahr 1817 als Tinea ulmifoliella erstbeschrieben. Das lateinische Art-Epitheton ulmifoliella bezieht sich auf Ulmen-Blätter, wobei Ulmen nicht zu den Raupennahrungspflanzen gehören.

## Merkmale
Die Falter von Phyllonorycter ulmifoliella besitzen eine Flügelspannweite von 7–9 mm. Der Kopf ist goldbraun gefärbt, das Gesicht weiß. Die Fühler sind an der Spitze weiß. Die Vorderflügel besitzen eine goldbraune Grundfärbung. Ein vorne dunkel gerandeter weißer Mittelstreifen führt von der Basis bis etwa 2/5 der Flügellänge. Etwa auf 1/3 Länge befindet sich ein diffuser weißer dorsaler Randfleck. Ferner weisen die Vorderflügel einen etwas gewinkelten quer verlaufender Medianstreifen, drei Rippen am Vorderrand sowie zwei dreieckige weiße Flecke am Hinterrand auf, alle vorne dunkel gerandet. Nahe dem Apex befindet sich ein schwarzer punktförmiger Fleck. Die Hinterflügel sind dunkelgrau gefärbt. 
Die bis zu 5 mm langen gelbgrünen Raupen besitzen eine grünlich-graue Rückenlinie. Auf der Oberseite des sechsten Hinterleibssegmentes befindet sich gewöhnlich ein orange-gelber Fleck. Die Kopfkapsel ist blassbraun.

## Verbreitung
Phyllonorycter ulmifoliella ist in Europa weit verbreitet. Ihr Vorkommen reicht von Fennoskandinavien und den Britischen Inseln im Norden bis in den Mittelmeerraum. Auf der Iberischen Halbinsel fehlt die Art offenbar. Im Osten reicht das Vorkommen bis in den Fernen Osten (Japan). Die Miniermotten findet man fast überall, wo Birken wachsen.

## Lebensweise
Die Art bildet zwei Generationen pro Jahr. Die Falter der ersten Generation beobachtet man gewöhnlich im Mai, die der Sommergeneration im August. Entsprechend treten die Raupen im Juli sowie im Herbst von September bis November auf. Die Überwinterung findet im Puppenstadium statt. Die Wirtspflanzen der Miniermottenart bilden verschiedene Birken (Betula). Zu diesen zählen die Hänge-Birke (Betula pendula), die Moorbirke (Betual pubescens), die Zierkirschen-Birke (Betula grossa) sowie Betula x alpestris. Die Raupen leben in einer Faltenmine in einem Blatt ihrer Wirtspflanze. Dabei ziehen die Seidenfäden der Raupe die Mine auf der Blattunterseite zwischen zwei benachbarten Blattadern zusammen. Dadurch wölbt sich das Blatt leicht. Es wird nur die untere Epidermis gefressen, so dass das Blatt von oben betrachtet undurchsichtig bleibt. Die Minen erreichen Längen von 10–15 mm. Die Kotkügelchen der Raupen werden in einer Ecke der Mine gelagert. Die Verpuppung findet innerhalb der Mine statt. Die Raupen der Sommergeneration spinnen lediglich einen dünnen Kokon, während die überwinternde Generation einen stabilen Kokon spinnt.

## Parasitoide
Es werden eine Reihe von Parasitoide genannt. Aus der Erzwespen-Familie Eulophidae sind dies:
- Achrysocharoides atys (Entedoninae)
- Achrysocharoides niveipes (Entedoninae)
- Chrysocharis laomedon (Entedoninae)
- Chrysocharis nephereus (Entedoninae)
- Chrysocharis phryne (Entedoninae)
- Cirrospilus diallus (Eulophinae)
- Cirrospilus vittatus (Eulophinae)
- Minotetrastichus platanellus (Tetrastichinae)
- Pediobius alcaeus (Entedoninae)
- Pnigalio (Eulophinae)
- Sympiesis gordius (Eulophinae)

Weitere Parasitoide sind folgende Brackwespen:
- Colastes braconius (Exothecinae)
- Coloneura stylata (Alysiinae)
- Pholetesor circumscriptus (Microgastrinae)
- Pholetesor nanus (Microgastrinae)
- Rhysipolis decorator (Rhysipolinae)

Außerdem gehören folgende Schlupfwespen zu den Parasitoiden von Phyllonorycter ulmifoliella:
- Diadegma armillatum (Campopleginae)
- Diadegma lithocolletis (Campopleginae)
- Diadegma nanus (Campopleginae)
- Scambus inanis (Pimplinae)

## Galerie

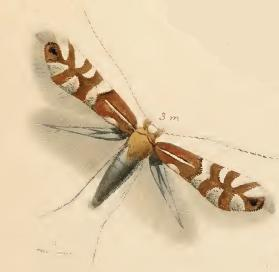
Flügelskizze
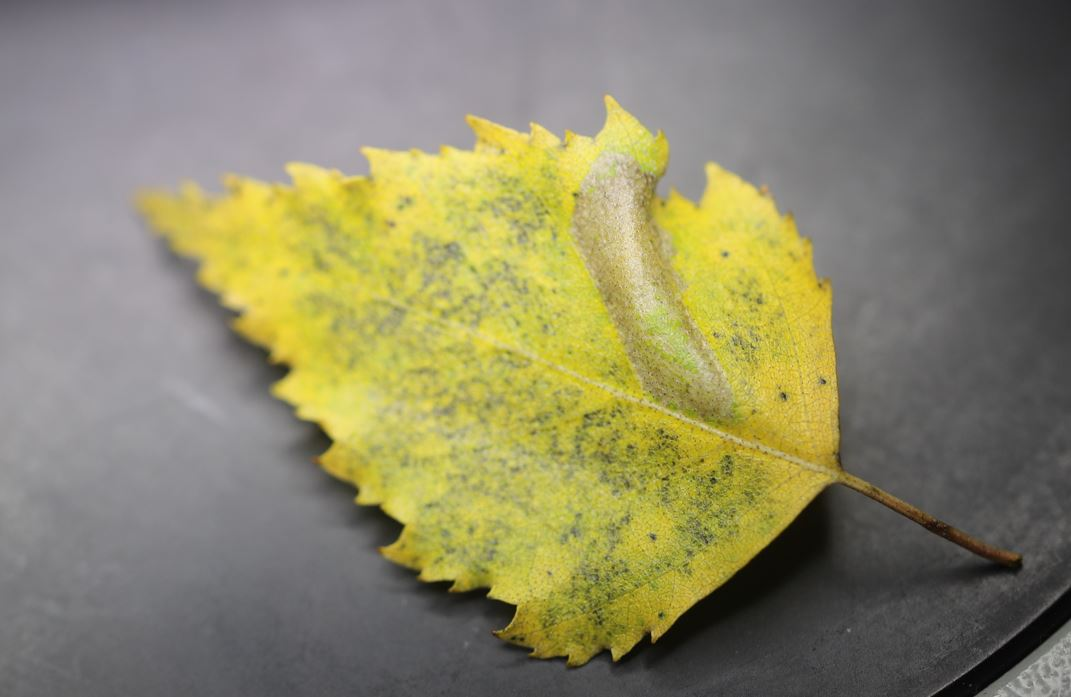
Birkenblattoberseite mit Mine
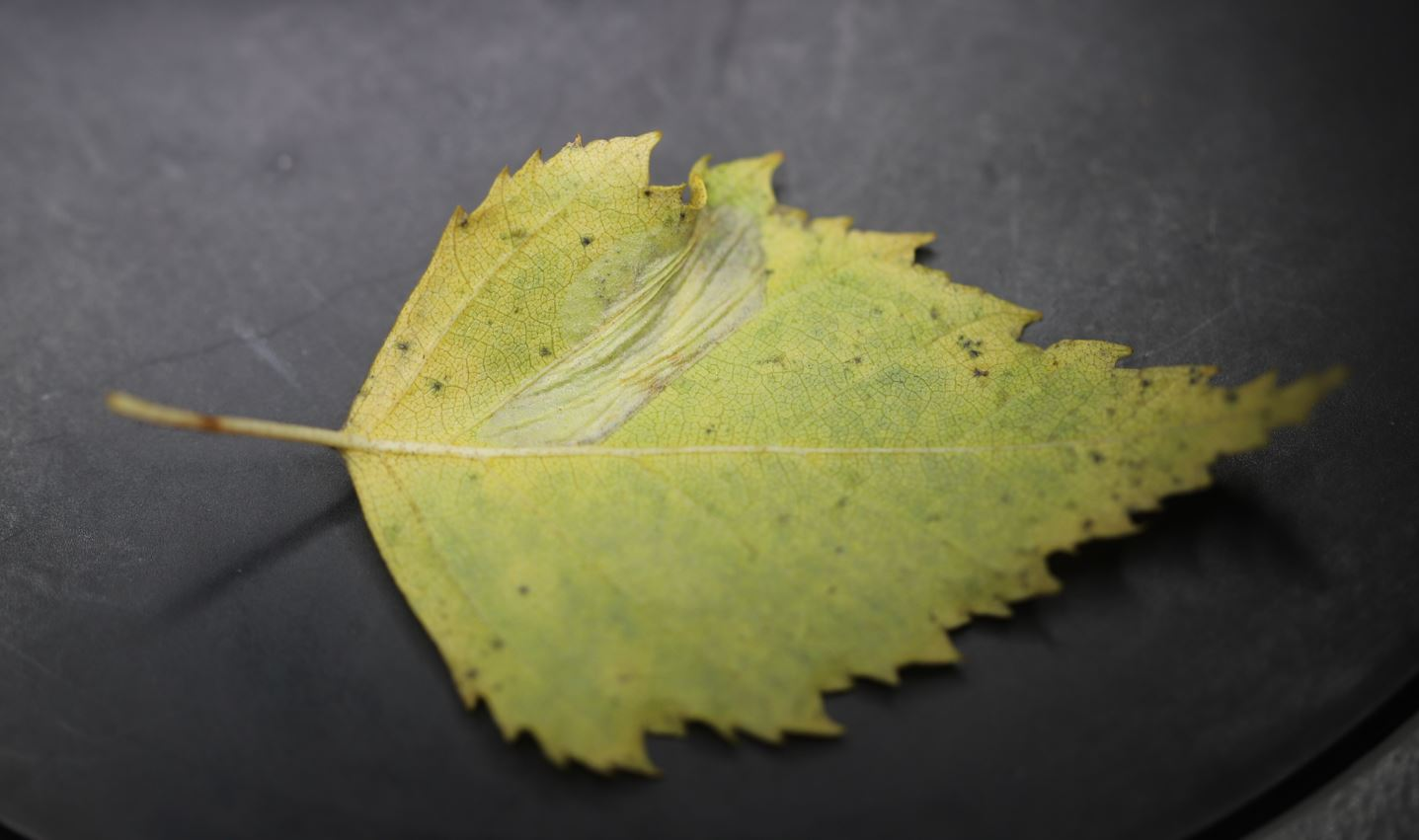
Birkenblattunterseite mit Mine
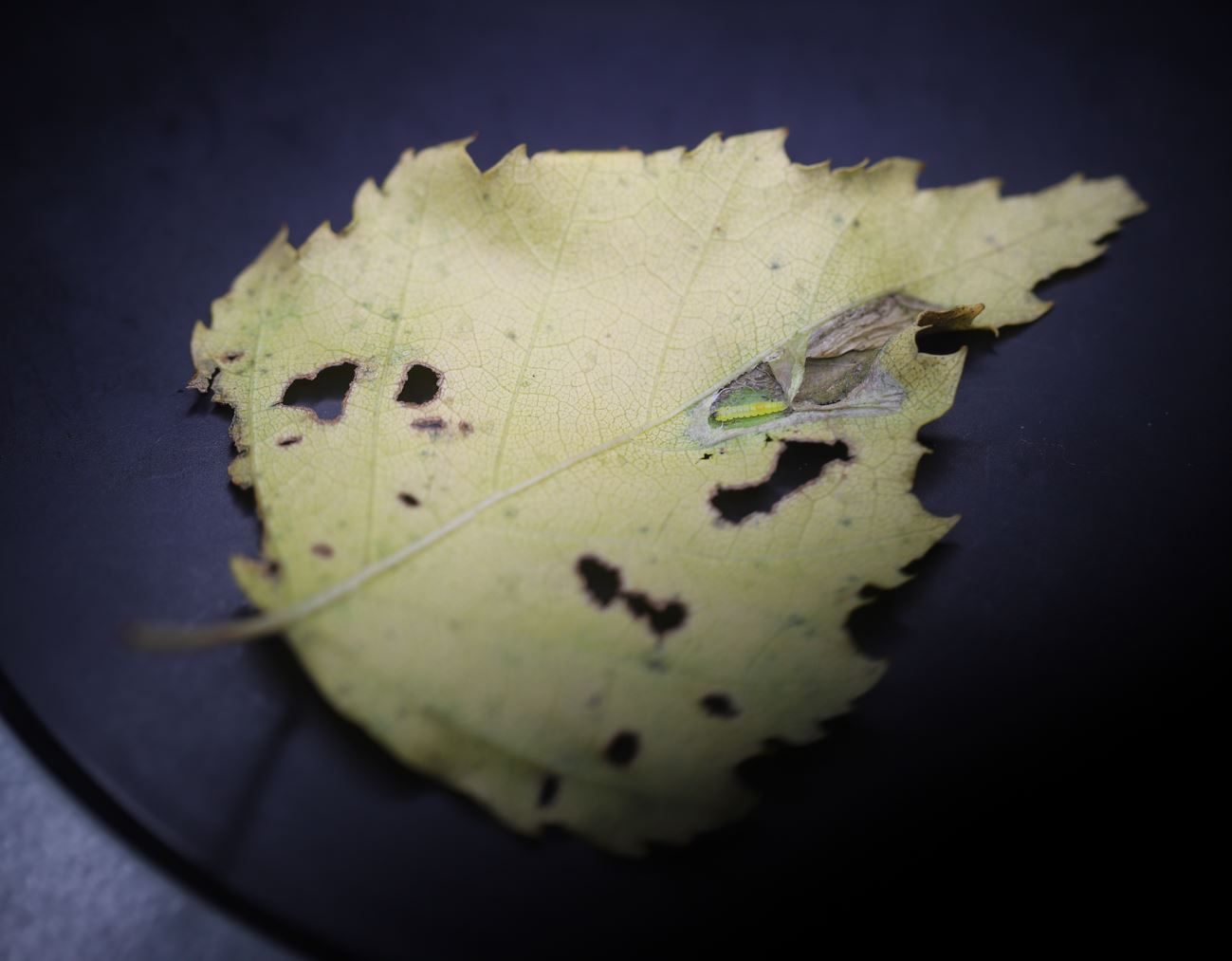
Raupe in geöffneter Mine
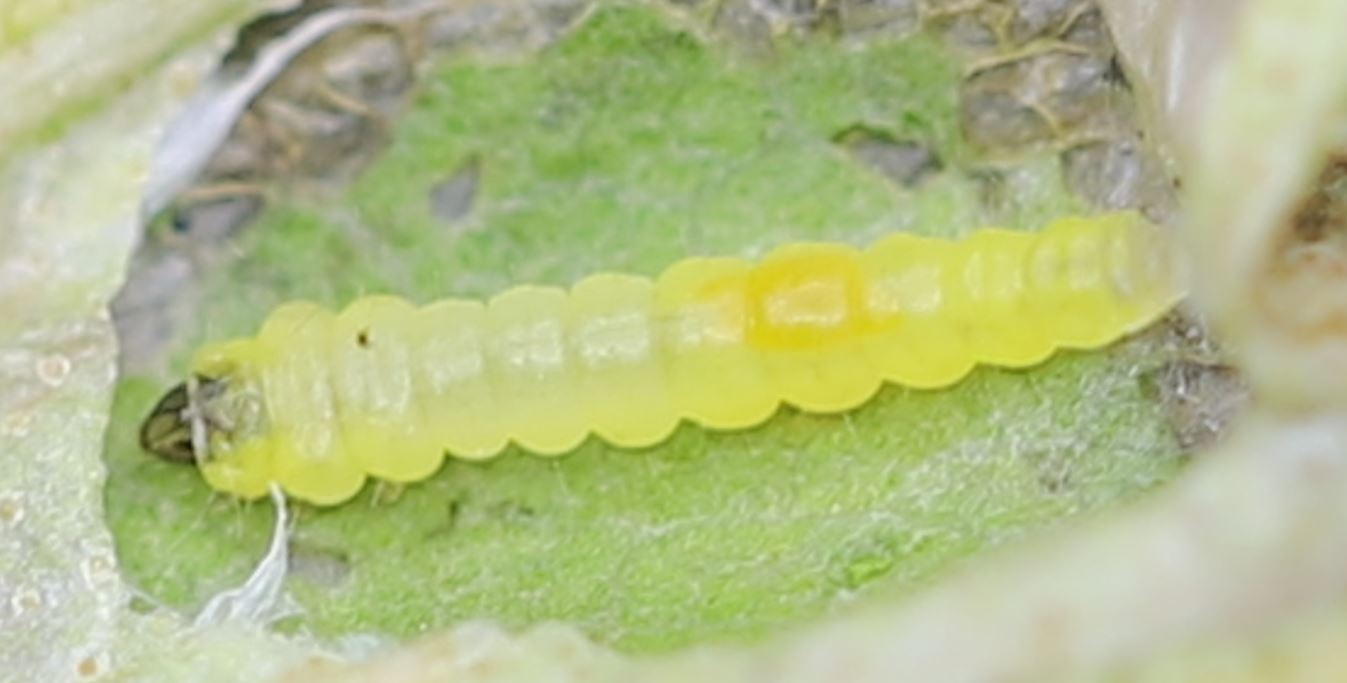
Raupe, Mitte November